# Neozimiris
Neozimiris là một chi nhện trong họ Gnaphosidae.